# Lac Turawskie
Le Lac Turawskie, ou lac de Turawa, est un lac-réservoir polonais alimenté par la rivière Mała Panew et destiné à réguler le cours de l'Oder.

## Géographie

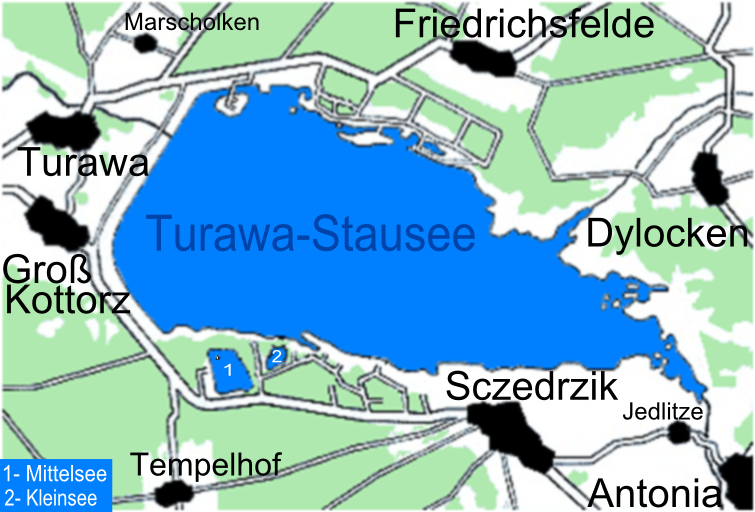
Carte du lac Turawkie

Ce lac-réservoir a été construit de 1933 à 1939 sous le nom de Turawa Stausee. Il couvre une superficie de 24 km2 et a une profondeur maximale de 13 m.